# Какаово масло
Какаовото масло е светложълта на цвят ядлива мазнина, която се извлича от зърната какао и се използва за приготвянето на шоколад, както и някои козметични и фармацевтични продукти. Какаовото масло има вкуса и мириса на какаото. Типично то има точка на топене около 34–38 °C, поради която причина шоколадът е в твърдо състояние на стайна температура, но веднага започва да се разтапя в устата или пръстите.

## Състав и начин на извличане
Какаовото масло се получава от целите зърна какао. За нуждите на производството на шоколад зърната се оставят да ферментират преди да бъдат изсушени. След това се изпичат и се отделят от външните им обвивки. Около 54–58% от обелените какаови зърна са какаово масло. След смилането си те образуват какаова маса, която е течна при температурата на топене на какаовото масло и е известна като какаов ликьор или шоколадов ликьор. При пресоване от него са отделя какаовото масло от немазната твърда маса. 
Какаовото масло съдържа висок процент наситени мазнини, както и мононенаситената олеинова киселина. Преобладаващите триглицериди в какаовото масло са POS, SOS и POP, които съответно са остатъците от P = палмитинова, O = олеинова, и S = стеаринова киселина. Какаовото масло, за разлика от немазните частици какао на прах, съдържа само следи от алкалоидите кофеин и теобромин.
| Мастна киселина                 | Процентно съдържание |
| ------------------------------- | -------------------- |
| Арахидинова киселина (C20:0)    | 1.0%                 |
| Линолова киселина (C18:2)       | 3.2%                 |
| Олеинова киселина (C18:1)       | 34.5%                |
| Палмитинова киселина (C16:0)    | 26.0%                |
| Палмитолеинова киселина (C16:1) | 0.3%                 |
| Стеаринова киселина (C18:0)     | 34.5%                |
| Други мастни киселини           | 0.5%                 |

### Примеси
Някои производители заместват какаовото масло с по-евтини и нискокачествени суровини. Съществуват няколко аналитични метода за тестване на какаово масло за примеси. Наличието на примеси се индикира от по-светлия цвят на маслото и влошената му флуоресценция под ултравиолетова светлина. За разлика от какаовото масло, мазнините с примеси имат по-високо нехидролизируемо съдържание.

### Заместители
Цената на какаовото масло постоянно се повишава.  Като алтернативи се разработват негови заместители. В САЩ, за да се нарича даден продукт шоколад, той трябва да съдържа 100% какаово масло. В ЕС изискването е алтернативните мазнини да не превишават 5% от общото съдържание на мазнините в шоколада.
Заместителите включват: кокосово масло, палмово масло, соево масло, рапично масло, памуково масло and масло от Shorea stenoptera, масло от ший, масло от мангови ядки и смес от масло от мангови ядки и палмово масло, и полиглицерол полирицинолеат (PGPR).